# Sexie
Sexie är en ståuppkomedi-show med Eddie Izzard från hösten 2003. Izzard turnerade med Sexie i Australien, Nya Zeeland, Kanada, USA, Storbritannien samt Irland och den sågs sammanlagt av ca 280 000 personer. En del av materialet fanns med i de framträdanden Izzard gjorde i Sverige under hösten 2004 och vintern 2005.
Sexie innehåller Izzards speciella synsätt på superhjältar, grekisk mytologi, hundar, historia, tandläkare, hästar, dr Doppler och mycket mer. Sin vana trogen är Eddie inte rädd att improvisera och gör det några gånger under föreställningen. Hela föreställningen avslutas med en imitation av Christopher Walken.
Showen finns utgiven på DVD från en inspelning i Eastbourne, där Eddie delvis växte upp. Det som inte kom med på DVD:n var bland annat några tankar om läsning av Koranen på flygplan, vikingarnas framfart i England och hur man kan dra nytta av lösbröst när man ska in i himlen. 